# خوسيه دياز بابلو
خوسيه دياز بابلو (بالإسبانية: José Díaz Pablo)‏ هو لاعب كرة قدم ومدرب كرة قدم إسباني في مركز الهجوم، ولد في 18 مارس 1945 في مدريد في إسبانيا. لعب مع نادي ألكوركون ونادي أونتينيينت ونادي بادالونا.